# Beagle

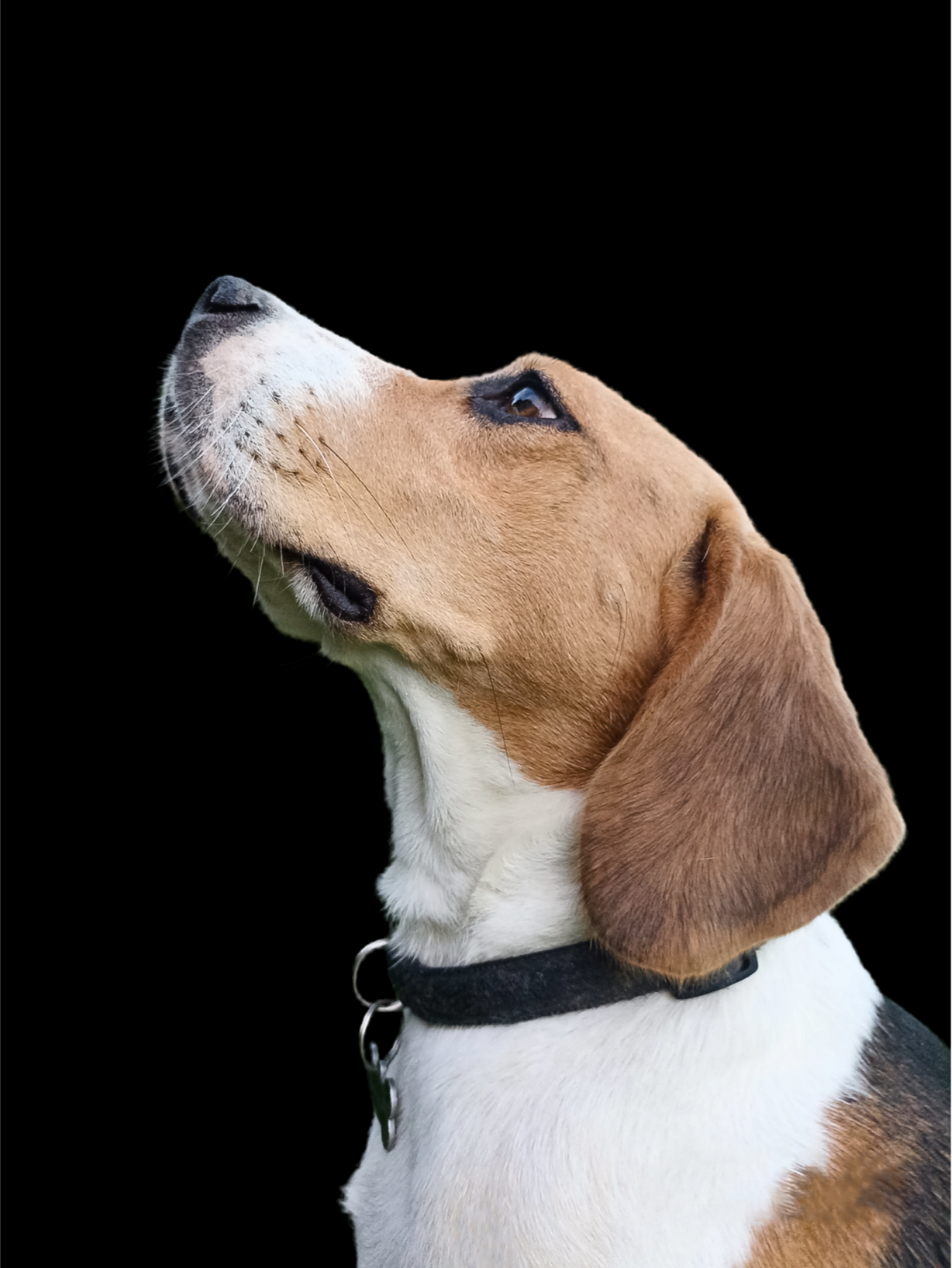
Głowa psa rasy Beagle

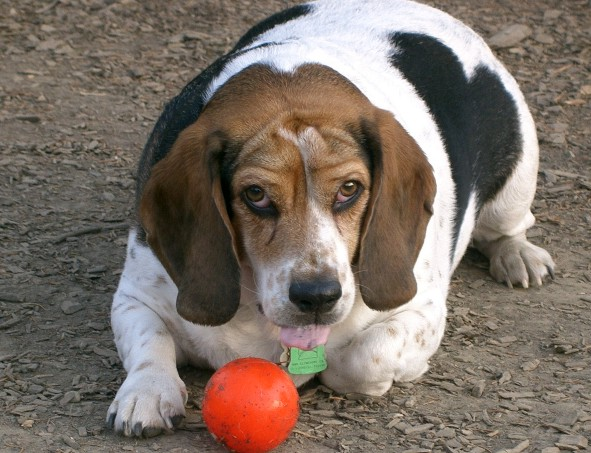
Beagle należą do psów mogących mieć problemy z nadwagą, jeżeli nie będą im zapewnione odpowiednie warunki żywieniowo-ruchowe

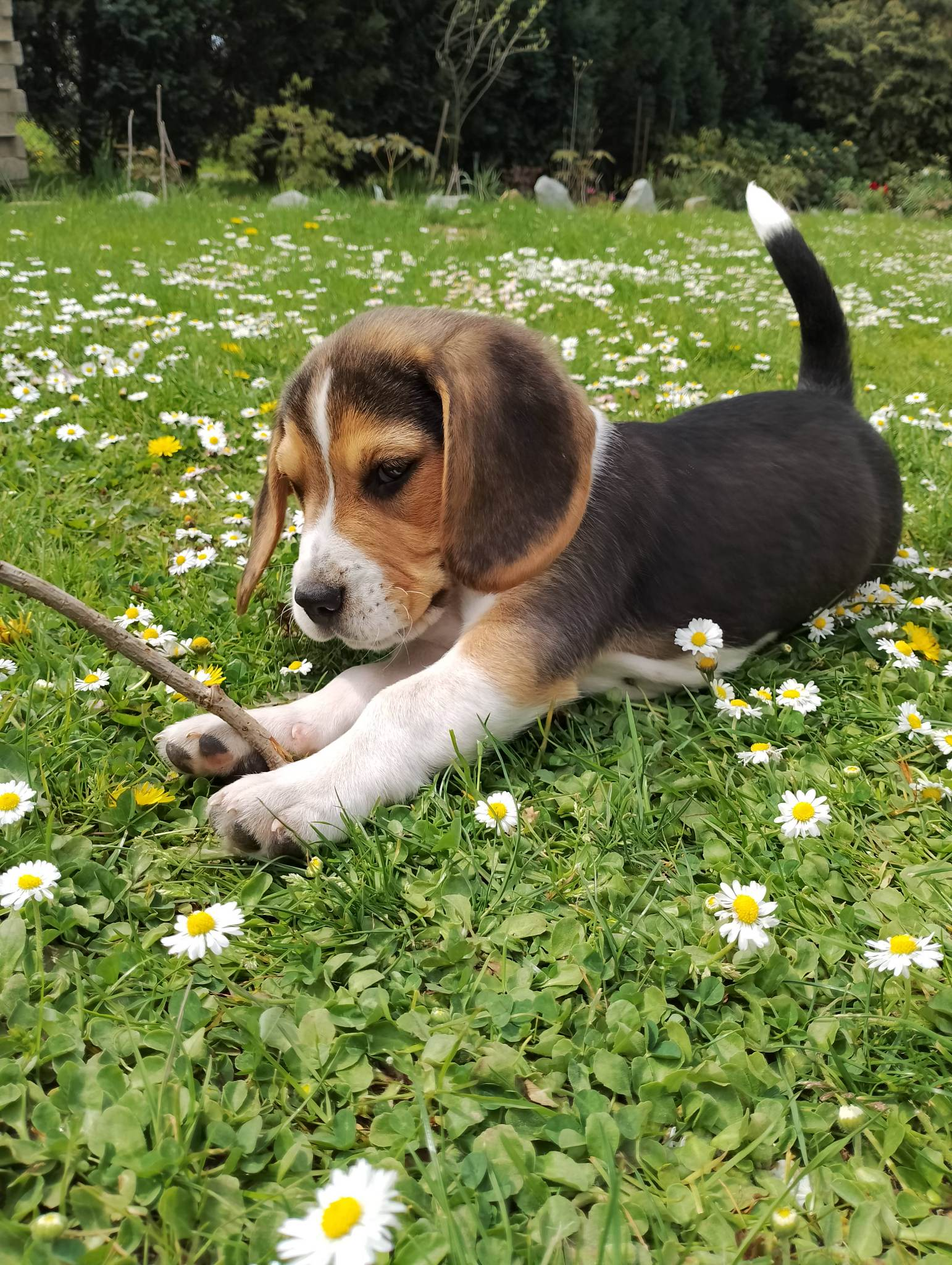
Szczenię beagle'a

Beagle – rasa psa, należąca do grupy psów gończych, posokowców i psów ras pokrewnych, typu wyżłowatego. Zaklasyfikowana do sekcji psów gończych, w podsekcji psy gończe małe. Podlega próbom pracy.

## Rys historyczny
Rasa angielskich psów gończych istniejąca w XIV wieku, używana do polowań w sforach na lisy i zające, powstała najprawdopodobniej z krzyżówek francuskich psów gończych harrierów z terierami. Istnieją dwie teorie pochodzenia rasy beagle. Pierwsza, do której skłaniali się Bourdon i Dutheil na podstawie starożytnych dzieł Ksenofonta, mówiła o antycznych praprzodkach greckich psów gończych. Trafiły one z Rzymianami do Anglii, gdzie krzyżowały się z psami Normanów. Druga teoria odnosi się do dwóch ras psów gończych pochodzących z południa Francji – Gaskonii i Saintonge. Dały one początek psom nazywanym southern hound, które przybyły do Anglii z kontynentu w okresie wojny stuletniej.
Nazwa może pochodzić od celtyckiego słowa beag (mały) lub francuskiego begueule (rozdziawiony pysk).
W Zjednoczonym Królestwie klub miłośników tej rasy powstał w 1895 roku, a kilka lat później psy te pojawiły się w USA.

## Wygląd
Pies średniej wielkości, o mocnej i krępej budowie; nie może być ociężały. Beagle są najmniejszymi psami gończymi.

### Budowa
- Głowa jest średniej wielkości, mocna, ale nie ciężka, bez zmarszczek i fałd; mózgoczaszka lekko wysklepiona, średniej szerokości, z nieznacznym guzem potylicznym; stop wyraźnie zaznaczony; kufa nie spiczasta; nos czarny, u psów jasno umaszczonych może być jaśniejszy; zgryz nożycowy.
- Oczy nie są osadzone głęboko, ani nie są zbyt wyłupiaste, szeroko rozstawione, o łagodnym wyrazie; kolor ciemnobrązowy lub orzechowy.
- Uszy są długie, nisko osadzone, z zaokrąglonymi końcami, zwisające wzdłuż policzków.
- Tułów:
  - Grzbiet jest prosty; klatka piersiowa głęboka, sięga poniżej łokci; żebra dobrze wysklepione i zachodzące daleko do tyłu; lędźwie krótkie i mocne; brzuch niezbyt podkasany.
  - Kończyny przednie są proste, stabilnie ustawione pod klatką piersiową, dobrze umięśnione; łopatki dobrze kątowane; łokcie mocne, nie odstające ani zbyt mocno przylegające; stopy silne, palce zwarte.
  - Kończyny tylne mają uda muskularne; stawy kolanowe dobrze kątowane; stawy skokowe mocne, nisko umieszczone; stopy jak u kończyn przednich.
- Ogon jest mocny, średniej długości, wysoko osadzony; noszony wesoło, ale nie zakręcony ponad grzbietem; dobrze porośnięty włosem, szczególnie na spodniej stronie.

### Szata i umaszczenie
Szata jest krótka i przylegająca. Według wzorca FCI u Beagla „jest dopuszczalne każde umaszczenie psa gończego, od tego roku dopuszczony jest również do tej pory nie uznawany kolor wątrobiany, koniec ogona biały”. Najczęściej spotykane beagle posiadają typ umaszczenia tricolor, ale umaszczenia bicolor (dwukolorowe) oraz hare pied (zajęcze) zyskują na popularności. Rzadziej spotyka się umaszczenie mottle, czyli cętkowane.

## Zachowanie i charakter
Wesoły, odważny i energiczny, bywa uparty. Inteligenty, sympatyczny i oczywiście towarzyski.
Ma skłonność do gonienia po śladzie zwierzyny - głównie zajęcy, przez co może uciekać lub się zgubić.
Powinien być zrównoważony; nie agresywny i bojaźliwy.

## Użytkowość
Pies gończy, tropowiec, posokowiec, dzikarz, do towarzystwa.

## Zdrowie i pielęgnacja
Do najczęstszych problemów zdrowotnych tych psów zalicza się:
- problemy związane z urazami,
- infekcje czy osłabienie systemu immunologicznego,
- choroby będące wynikiem czynników genetycznych – tutaj rzadko spotyka się choroby takie jak: padaczka, dysplazja czy dziedziczne choroby oczu. Z powodu długich, zwisających uszu, beagle są podatne na infekcje bakteryjne lub grzybicze tych okolic ciała i wymagają one starannej pielęgnacji.

Oprócz regularnego czyszczenia uszu, beagle wymagają niewiele zabiegów pielęgnacyjnych, które ograniczają się do wyczesywania sierści, okresowego kąpania i czyszczenia zębów, w celu uniknięcia osadzania się kamienia nazębnego. W przypadku psów, które prowadzą mało aktywny tryb życia – grozi im otyłość.